# اعلان (فیلم ۱۹۹۴)
اعلان (به هندی: Elaan)فیلمی محصول سال ۱۹۹۴ و به کارگردانی گودو دانوآ است. در این فیلم بازیگرانی همچون آکشی کومار، آمریش پوری، مادهو، فریده جلال، دالیپ تاهیل، دون ورما، موهنیش باهل، رامی ردی ایفای نقش کرده‌اند.